# Albert Ballesta i Tura
Albert Ballesta i Tura (Figueres, 4 de maig de 1961) és un advocat i polític català que fou alcalde de Girona del gener al març de 2016.

## Biografia
La seva carrera professional començà ben aviat i als 19 anys ja exercia de corresponsal del diari El Punt a Cadaqués. El 1981, amb 20 anys, va entrar a formar part de la Joventut Nacionalista de Catalunya, branca juvenil de Convergència Democràtica de Catalunya. Està llicenciat en Dret per la UNED, té un màster en Gestió i Direcció d'Empreses per la Universitat de Girona i com a funcionari de l'administració pública té les oposicions de Secretari d'ajuntament, i les de facultatiu llicenciat en dret de l'escala de Suport del Cos de Mossos d'Esquadra.
L'abril de 1981 fou secretari de l'alcalde de l'Ajuntament de Cadaqués. L'abril de 1986, fou secretari de l'Ajuntament de Portbou. Va engegar des de la seva creació el Consell Comarcal de la Selva, organisme del que en va ser el primer gerent el novembre de 1989. L'abril de 1996, fou secretari de l'Ajuntament de Cassà de la Selva. El juny de 1998 va ser nomenat el primer Cap de Servei d'administració de la Regió Policial de Girona, un cop iniciat el desplegament del Cos de Mossos d'Esquadra. El març de 2011, fou nomenat director dels Serveis Territorials del Departament d'Interior a Girona.
Els anys 2011 i 2015 es presentà a les eleccions municipals de Girona per la federació de Convergència i Unió (CiU), amb Carles Puigdemont com a cap de llista. En el 2015, en el lloc 19è de la llista.
El 22 de gener de 2016 el ple de l'Ajuntament de Girona l'investí com a batlle de la ciutat. Jurà el càrrec utilitzant només la fórmula proposada per l'Associació de Municipis per la Independència, que vincula el món municipal amb el procés sobiranista català. Per aquest motiu, la investidura s'hagué de tornar a repetir i, el 26 de gener, fou investit com a batlle de Girona prometent el càrrec per imperatiu legal.
El 8 de març de 2016, en roda de premsa, anuncià la seva dimissió com a batlle de Girona passant el relleu a Marta Madrenas, fins al moment segona tinent d'alcalde, responsable de l'àrea d'urbanisme i activitats i regidora delegada de dinamització del territori de l'àrea d'alcaldia.